# Velika Sejanica
Velika Sejanica (cyr. Велика Сејаница) – wieś w Serbii, w okręgu jablanickim, w mieście Leskovac. W 2011 roku liczyła 696 mieszkańców.